# Wrapped
Wrapped (en español: Envuelto) es una canción escrita por el cantante y compositor peruano Gian Marco y cantada por Gloria Estefan, fue lanzado como el primer sencillo de su décimo álbum de estudio Unwrapped.

## Información general
Warpped se convirtió en un gran éxito tanto en su versión en inglés como en español. Fue un gran éxito en las listas de éxitos en varios países del mundo, logrando posesionarse en los 10 primeros puestos. En Suiza logró por primera vez colocarse en la posición más alta (Puesto 3) en la lista Singles Top 100 y obteniendo disco de oro. En Bélgica llegó al puesto número 4 en la lista Ultratip Singles Chart.
El vídeo musical, que es la misma que la versión en español de la canción "Hoy", fue filmada en Perú , en la legendaria ciudad de Machu Picchu.
Este sencillo se convirtió en el primer sencillo lanzado Gloria como una descarga digital , y encabezó las listas de descargas en España. El sencillo no fue lanzado comercialmente en los Estados Unidos, pero el solo estaba disponible como un solo desea descargar en la iTunes Music Store.

## Formatos y listados de la pista
Estos son los formatos y listados de las pistas principales del sencillo "Wrapped".
| Australia Promo CD Sencillo (SAMP 2588) 1. Álbum Versión – [3:27] 2. Pablo Flores Remix – [3:56] Brasil CD Sencillo (2 900261) 1. Album Version – [3:27] Europa CD Sencillo #1 (674283 1) 1. Album Version – [3:27] 2. Tracy Young Remix – [3:47] Europa CD Sencillo #2 (674283 9) 1. Album Version – [3:27] 2. Hoy – (Spanish Album Version) – [3:27] Europa CD-Extra Maxi Sencillo #1 (674283 2) 1. Album Version – [3:27] 2. Pablo Flores Remix – [3:56] 3. Hoy – (Salsa Mix) – [4:24] 4. Tracy Young Remix – [3:47] 5. Wrapped – (Music Video) Europa CD-Extra Maxi Sencillo #2 (674283 5) 1. Album Version – [3:27] 2. Pablo Flores Remix – [3:56] * 3. Hoy – (Spanish Album Version) – [3:27] 4. Tracy Young Remix – [3:47] ** 5. Wrapped – (Music Video) | Europa [Promocional] – CD Sencillo (SAMPCS 13327 1) 1. Album Version – [3:27] 2. Hoy – (Spanish Album Version) – [3:27] Francia Promo CD Sencillo 1. Pablo Flores Remix – [3:56] 2. Álbum Versión – [3:27] Reino Unido Promo CD Sencillo (XPCD 2867) Alemania Promo CD Sencillo 1. Álbum Version – [3:27] Reino Unido Promo 12” Sencillo en vinilo (XPR 3729) 1. Tracy Young Club Version – [9:23] 2. Tracy Young In Your Arms Dub – [9:27] Reino Unido CD Maxi Sencillo [Cancelado] (674347 5) 1. Album Version – [3:27] 2. Don’t Wanna Lose You – [4:10] 3. Can’t Stay Away From You – [3:56] Reino Unido CD-Extra Maxi Sencillo [Cancelado] (674347 2) 1. Album Version – [3:27] 2. Pablo Flores Remix – [3:56] 3. Tracy Young Remix – [3:47] 4. Hoy – (Salsa Mix) – [4:24] 5. Wrapped – (Music Video) |

## Fecha de lanzamiento
| País               | Fecha                    |
| ------------------ | ------------------------ |
| Estados Unidos     | 15 de agosto de 2003     |
| Europa             | 8 de septiembre de 2003  |
| Canadá (Cancelado) | 15 de septiembre de 2003 |

## Listas
| Lista (2003)                                                    | Posición alta |
| --------------------------------------------------------------- | ------------- |
| Alemania (Singles Chart)                                        | 65            |
| Suiza (Singles Chart)                                           | 3             |
| Bélgica (Ultratip Singles Chart)                                | 4             |
| Brasil                                                          | 78            |
| Colombia                                                        | 8             |
| Estados Unidos Billboard Bubbling Under Hot 100 Singles         | 10            |
| Estados Unidos Billboard Adult Contemporary Chart               | 23            |
| Estados Unidos Billboard Hot Adult Contemporary Top Radio Panel | 20            |
| Estados Unidos Billboard Top Adult Radio Chart                  | 86            |

## Certificaciones
| País  | Certificación | ventas |
| ----- | ------------- | ------ |
| Suiza | Oro           | 16 000 |

## Versiones originales
Versiones originales
1. Álbum versión — 3:27

Remixes
1. Pablo Flores Full Remix
2. Pablo Flores Remix — 3:56
3. Tracy Young "In Yours Arms" Mix
4. Tracy Young Club Mix
5. Tracy Young Remix — 3:47

## Versiones
- El cantante israelí Roni Dalumian lanzó un cover de esta canción con otro nombre titulado Ten (Dar), que posteriormente fue lanzado como el primer sencillo en marzo de 2010 y se convirtió en su primer sencillo de éxito.
- El cantante Gian Marco Zignago, músico peruano, realizó un cover de la canción para incorporarla en su álbum Desde Dentro. Gian Marco es el coautor de la versión en inglés con Gloria Estefan.